# Rue de Sèvres
Rue de Sèvres è una strada che attraversa il VI, VII e XV arrondissement di Parigi.

## Origine del nome
Questo percorso deve il suo nome alla città di Sèvres a cui conduce.

## Storia
Nel XIII secolo era chiamata "chemin de la Maladrerie" a causa di un lebbrosario che costeggiava la strada, luogo occupato oggi dalla place Boucicaut, e dall'alée Pierre-Herbart.
Nel 1355 veniva indicato con il nome di "voie de Sévres", poi successivamente assunse i nomi di "grand chemin de Sèvres", "chemin de Meudon", "chemin des Charbonniers" e "chemin du Boullouer" prima di diventare "rue du Boullouer",  "rue Boullier", "rue du Boulloy" e "rue du Bouloir-Saint-Germain" dal 1568.
Nel 1624 prese il nome di "rue des Petites-Maisons" poi "rue de l'Hôpital-des-Petites-Maisons”, visto che il lebbrosario era stato trasformato in manicomio con il nome di Hôpital des Petites-Maisons o Hôpital des Petits-Ménages. L'ospizio fu trasferito a Issy-les-Moulineaux nel 1863 e sul suolo occupato dall'ospedale venne tracciato il percorso del Boulevard Raspail.
Il 15 luglio 1918, durante la prima guerra mondiale, un proiettile lanciato dalla Grosse Bertha esplose in "rue de Sèvres (place Croisico)”

La rue de Sèvres nel 1911. PFotografie di Eugène Atget
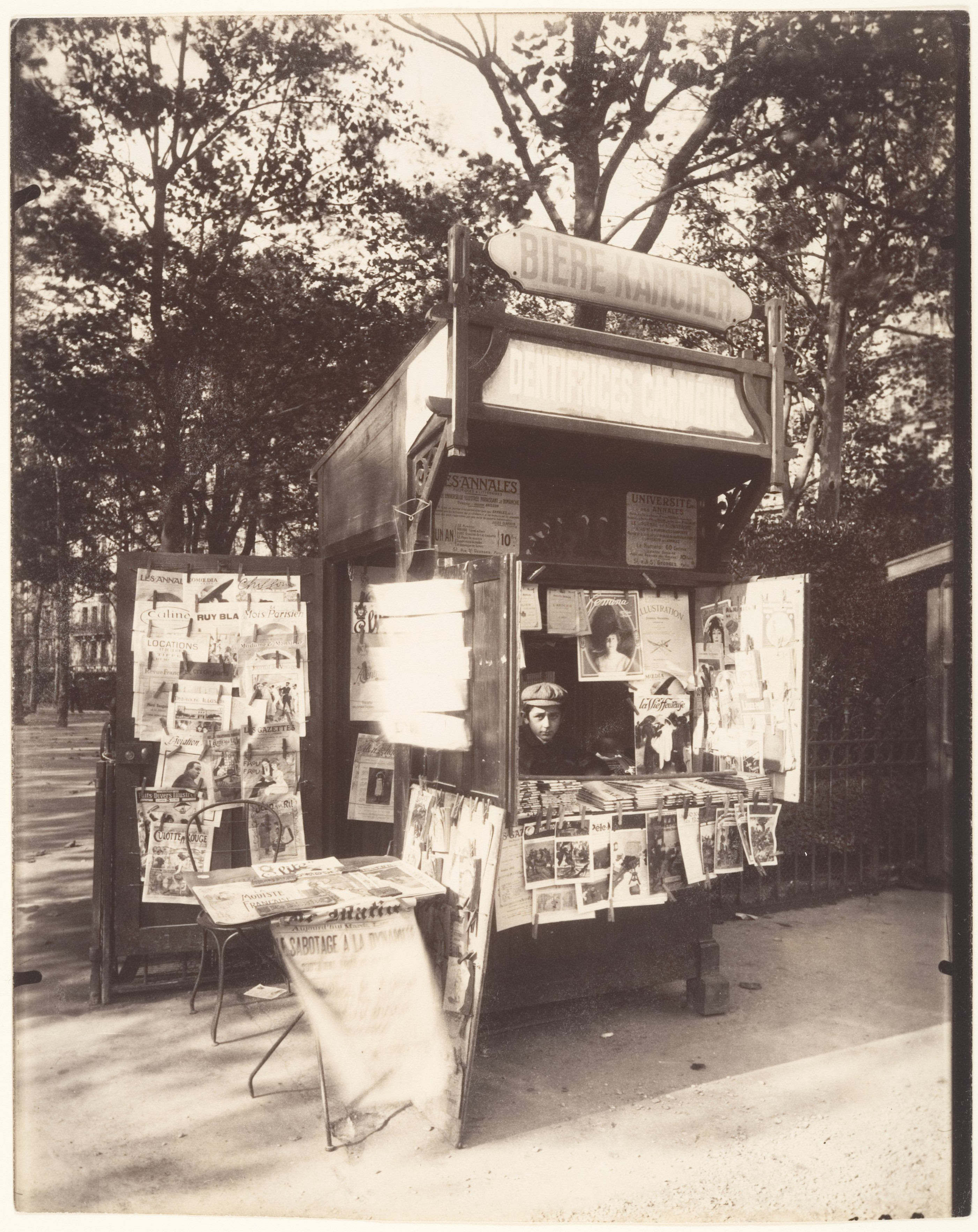
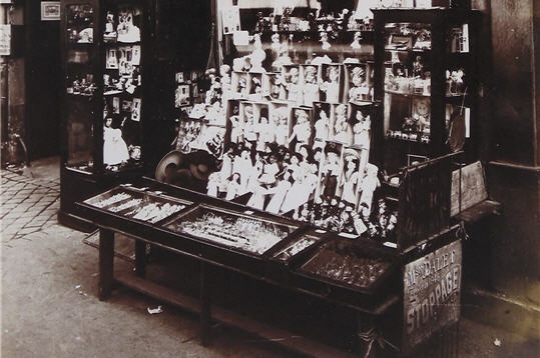

## Edifici notevoli e luoghi della memoria
- Edificio ai numeri 1 e 9: case popolari costruite nel 1722 per il convento dei Premostratensi del Santissimo Sacramento, molto rimaneggiate.
- Edificio al numero 11:
  - Ubicazione di un ingresso al convento di Prémontrés-Réformés, fondato nel 1661 e venduto come proprietà nazionale nel 1797.
  - Pierre Seghers vi fondò la sua nuova casa editrice dopo la liberazione di Parigi nel 1944[5].
- Edificio al numero 13: vi abitò il pittore Emile Bouneau (1902-1970).
- Edificio al numero 16: ex Abbaye-aux-Bois, attualmente terreno su cui si trovano rue Juliette-Récamier e piazza Roger-Stéphane.
- Edificio al numero 17:
  - Ex piscina Lutetia.
  - Lo storico Marc Bloch visse negli appartamenti superiori dal 1936 fino alla seconda guerra mondiale e una targa gli rende omaggio.

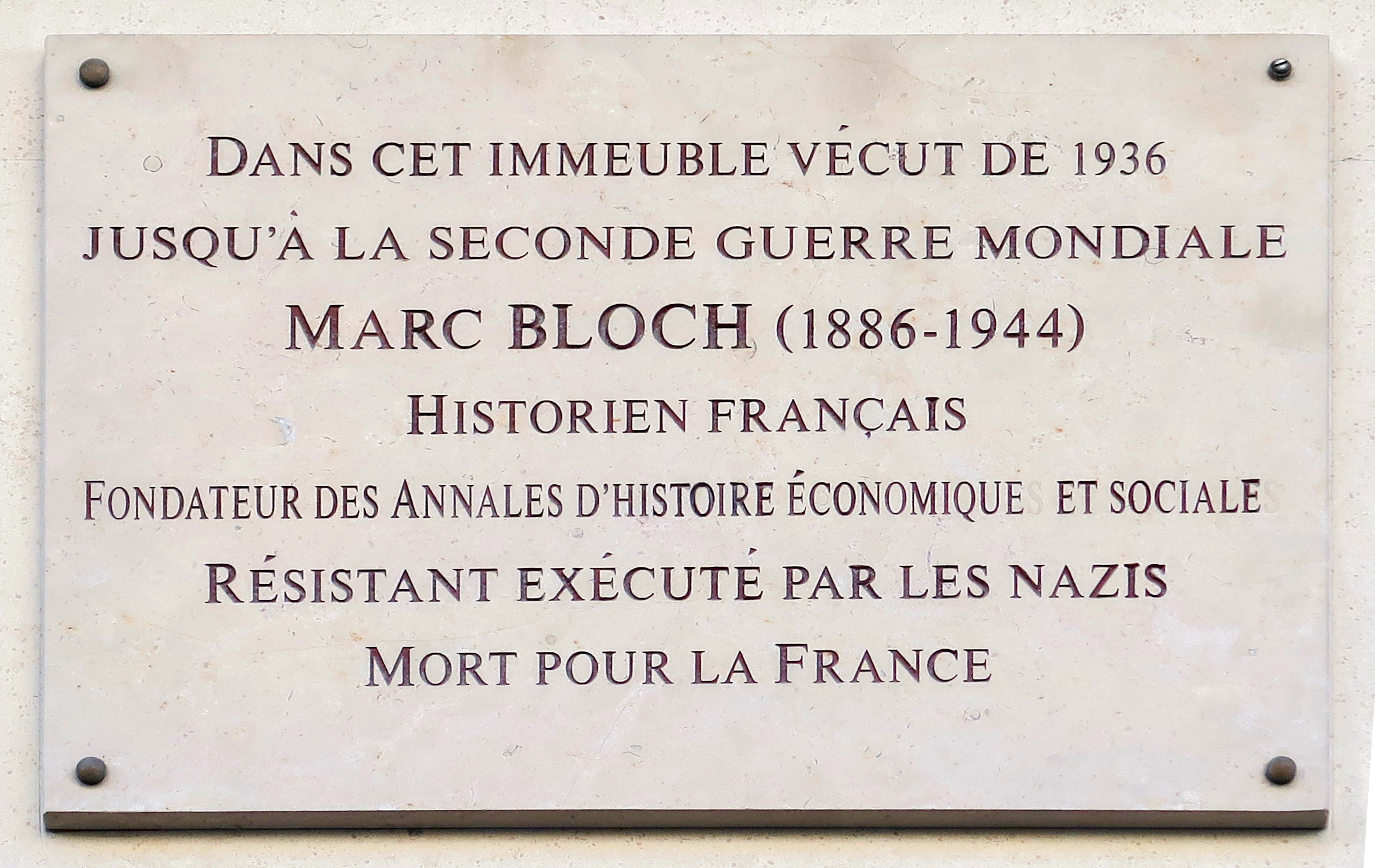
Edificio al numero 17.

- Edificio al numero 21: immobile del XVIII secolo classificato monument historique.
- Edificio al numero 23: hôtel 'Lutetia'.
- Edificio al numero 22: la piazza Boucicaut, dal nome di Marguerite Boucicaut e di Aristide Boucicaut, fondatori dei grandi magazzini Le Bon Marché, e accesso alla allée Pierre-Herbart, dedicata alla memoria dello scrittore e partigiano della seconda guerra mondiale Pierre Herbart, che era vissuto nel quartiere.
- Edificio al numero 24: grandi magazzini Le Bon Marché.
- Edificio al numero 33: église Saint-Ignace de Paris.
- Edificio al numero 35: Allan Kardec vi aprì un corso privato nel 1824. Ultima residenza parigina di Le Corbusier dove era situato il suo studio.
- Edificio al numero 37: il pittore Diogène Maillart vie ebbe il suo studio dal 1890 alla sua morte nel 1926.
- Edificio al numero 38: La Grande Épicerie.
- Edificio ai numeri 40 e 42: hôpital Laennec (classificato parzialmente come monumento storico).

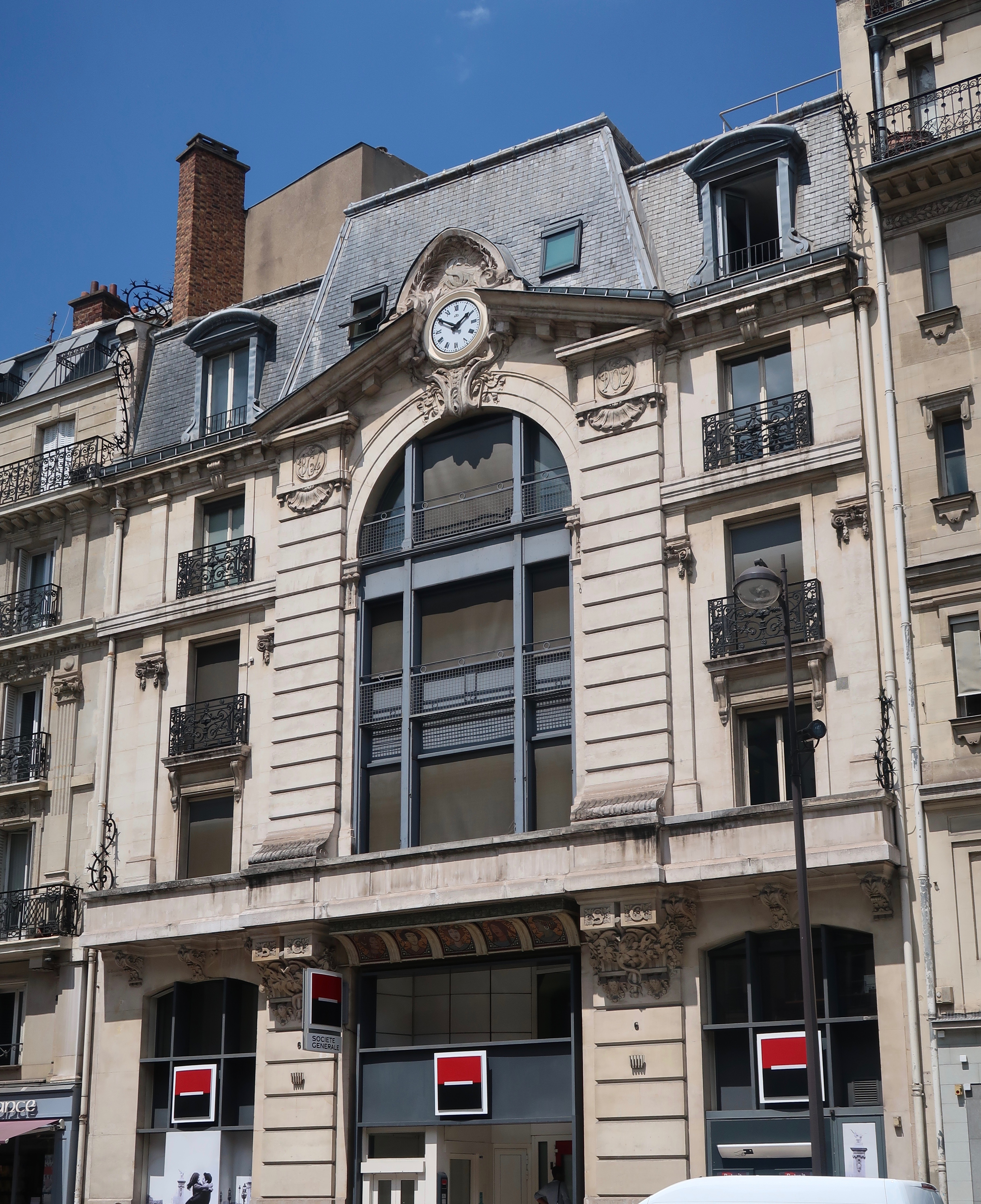
Edificio al numero 6.
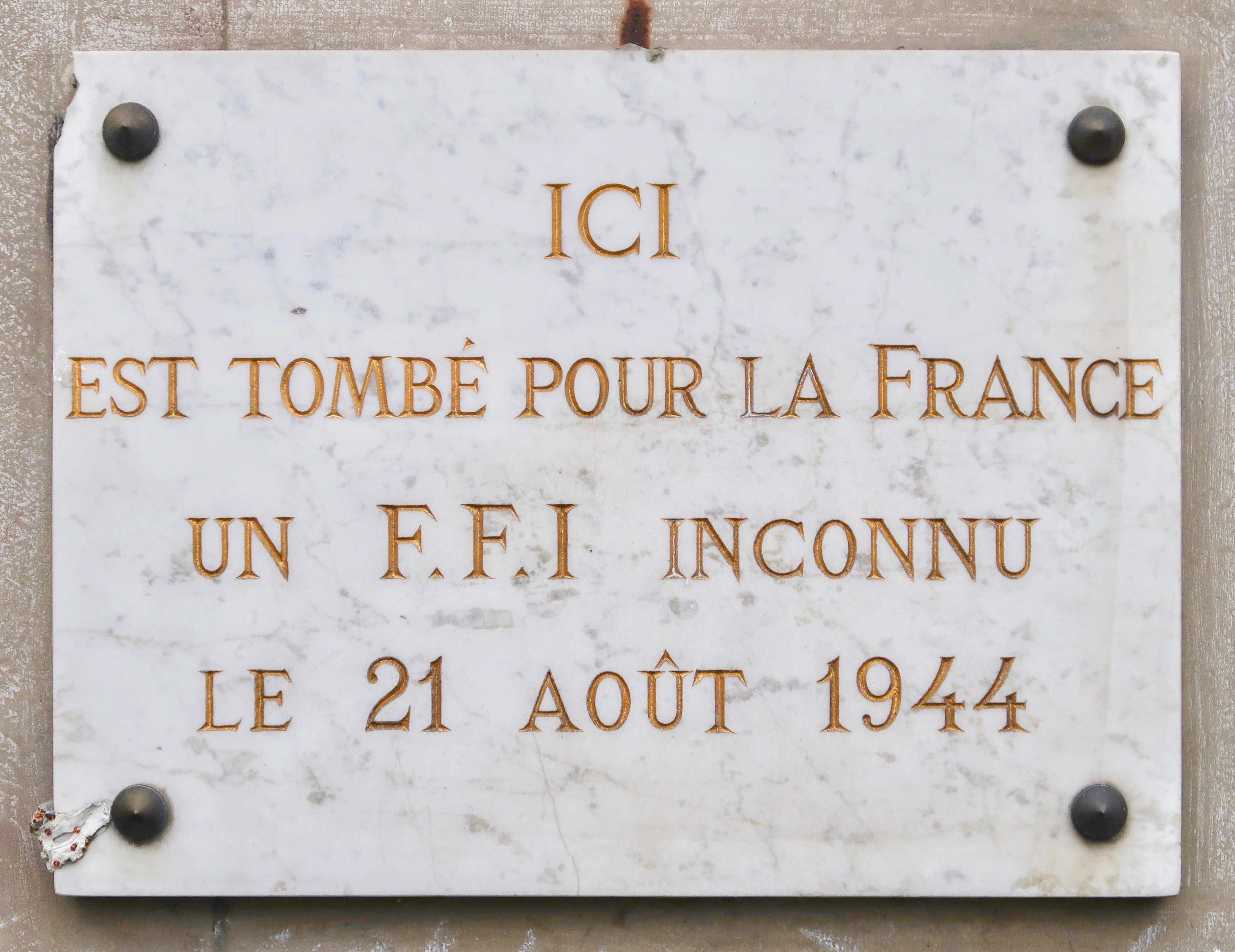
Targa in omaggio a un membro della Resistenza francese morto durante la Liberazione di Parigi, all'incrocio con Boulevard Raspail.
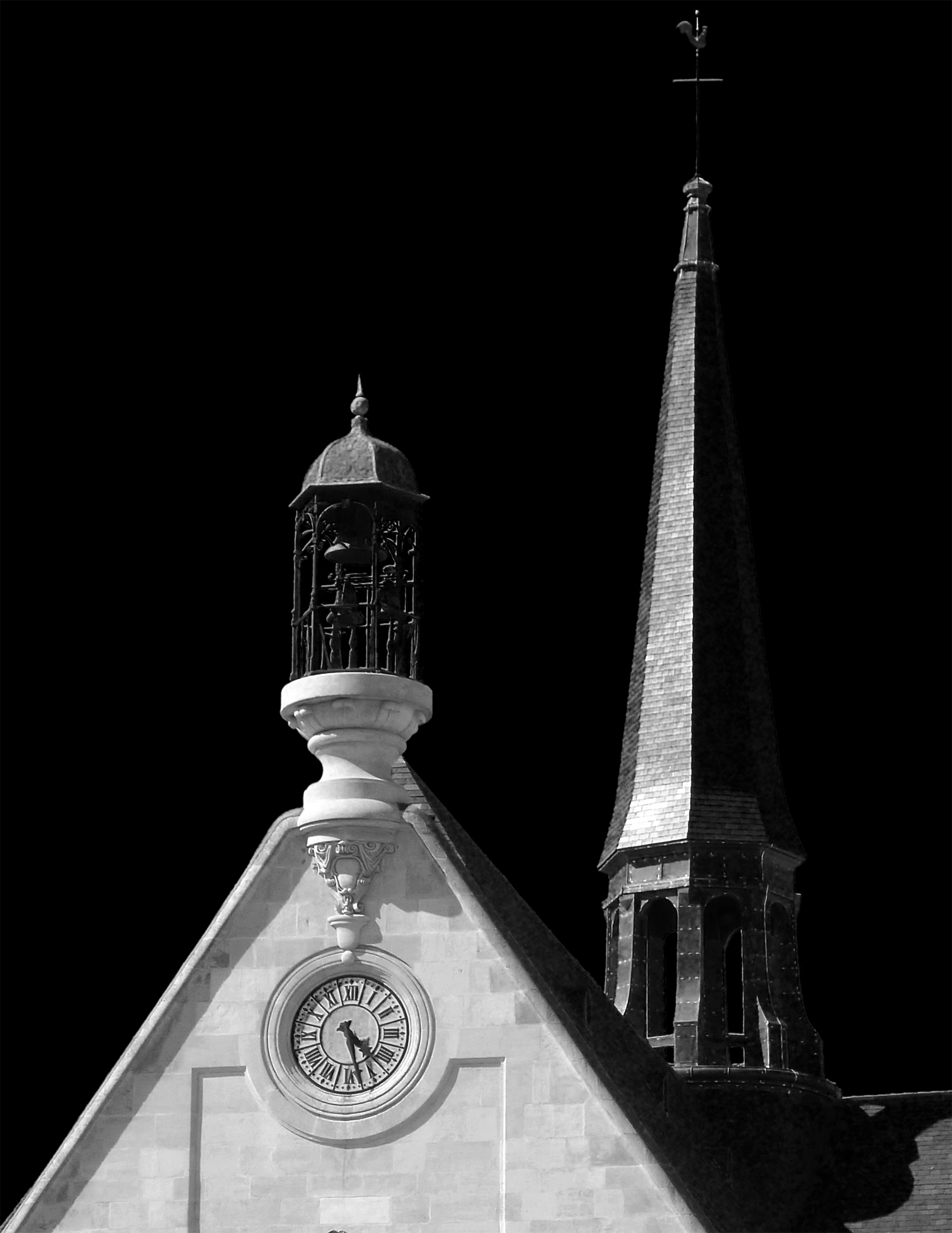
Campanile e culmine della cappella dell'ospedale di Laennec.

- Edificio al numero 51: nel 1905 ebbe qui il suo studio il pittore inglese Thomas William Marshall (1875-1914)[6].
- Edificio al numero 52: fontaine du Fellah di Pierre-Nicolas Beauvallet, iscritta tra i monuments historiques.

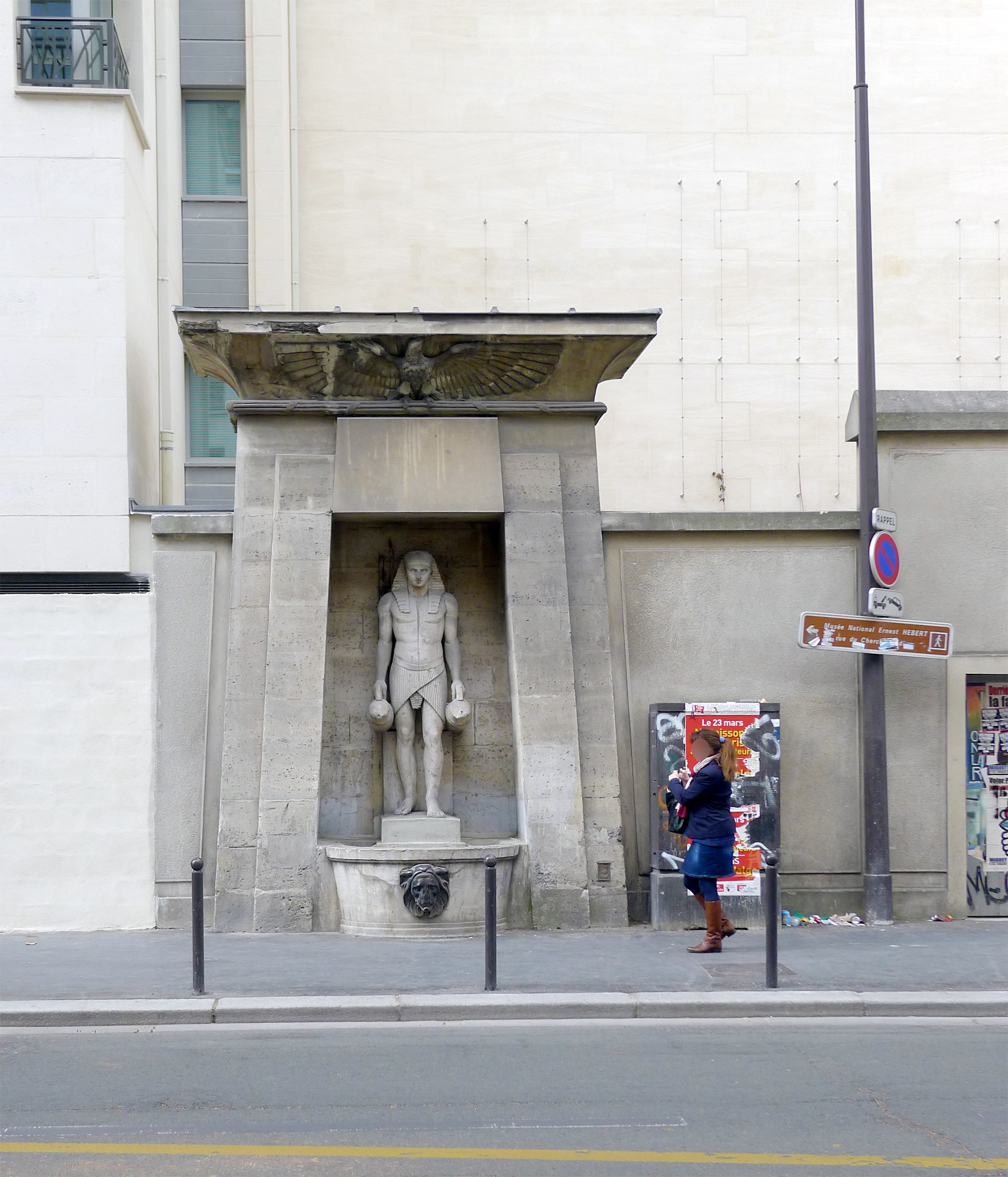
Edificio al numero 52, fontaine du Fellah.

- Edificio al numero 59 ad angolo con il numero 2, rue Saint-Placide: casa (XVIII secolo[7]) con una nicchia ad angolo con un'immagine della Madonna col Bambino. Nel 1838 questo luogo fu occupato dal mercante di vini e trattore di nome Guignet. Nello stesso anno, una goguette parigina denominata Frileux vi stabilì la sua sede invernale.

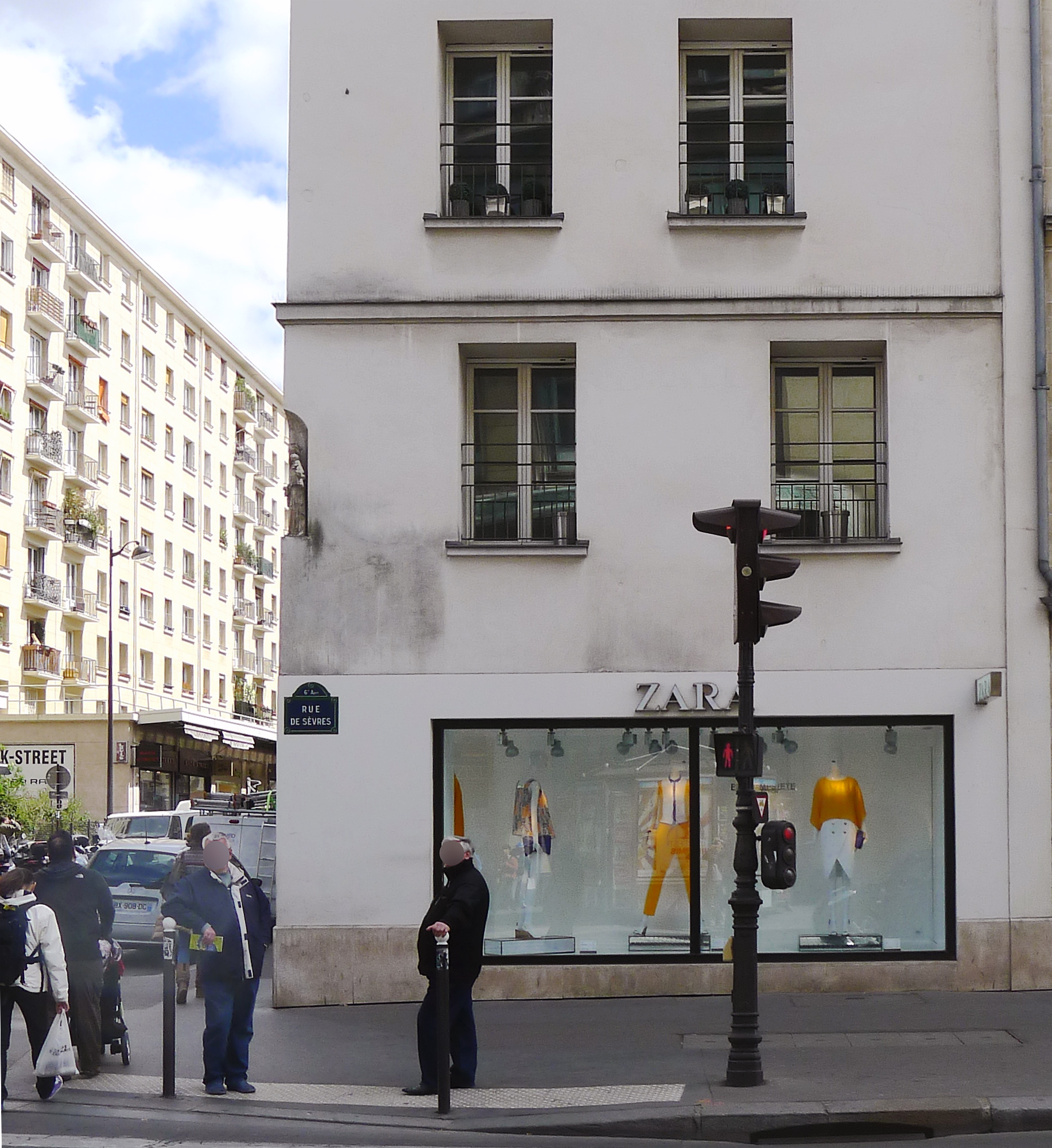
Edificio al numero 59: antico mercante di vini.
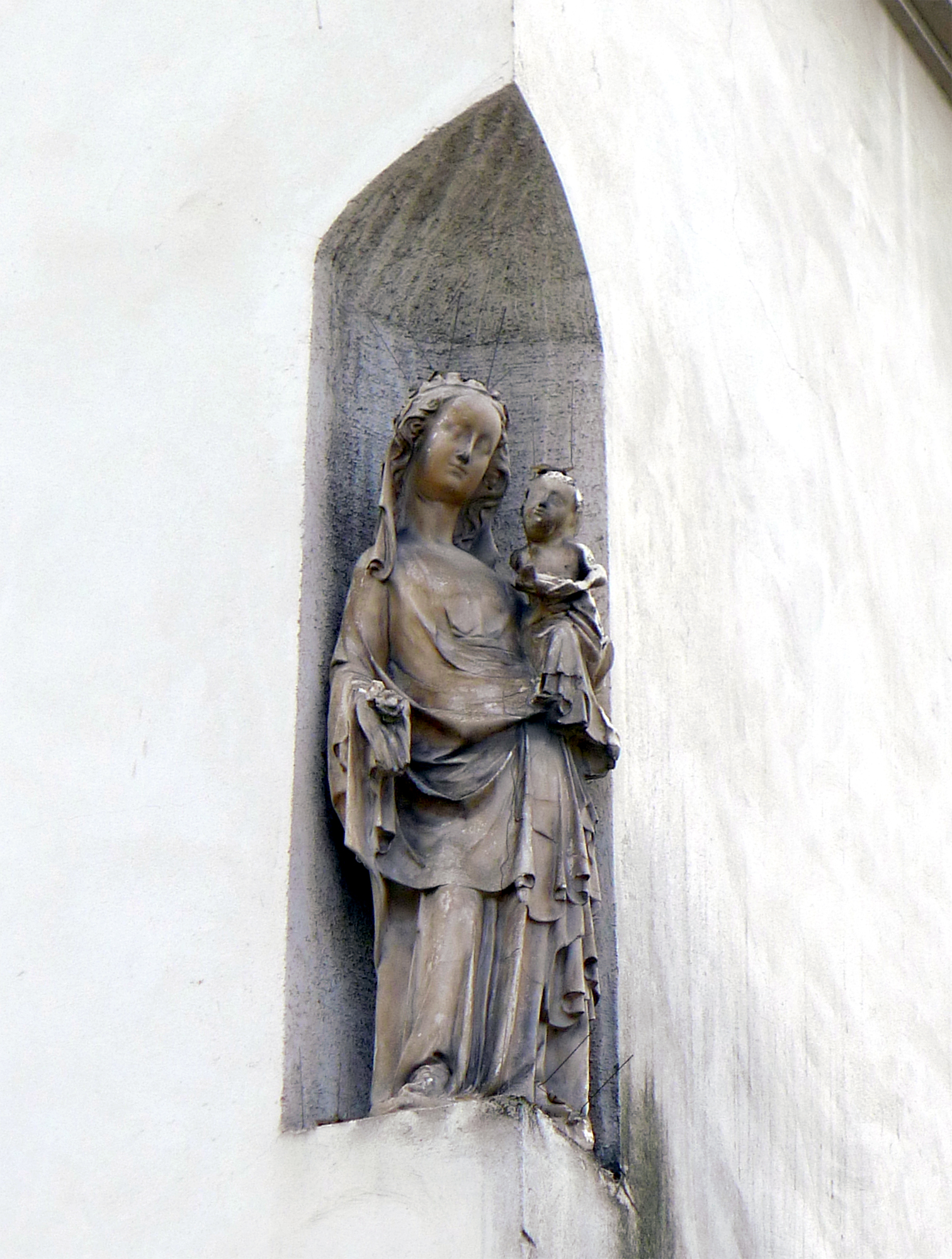
Edificio al numero 59: statua delle Vergine e Bambino.

- Edificio al numero 64: facciata con bassorilievi.

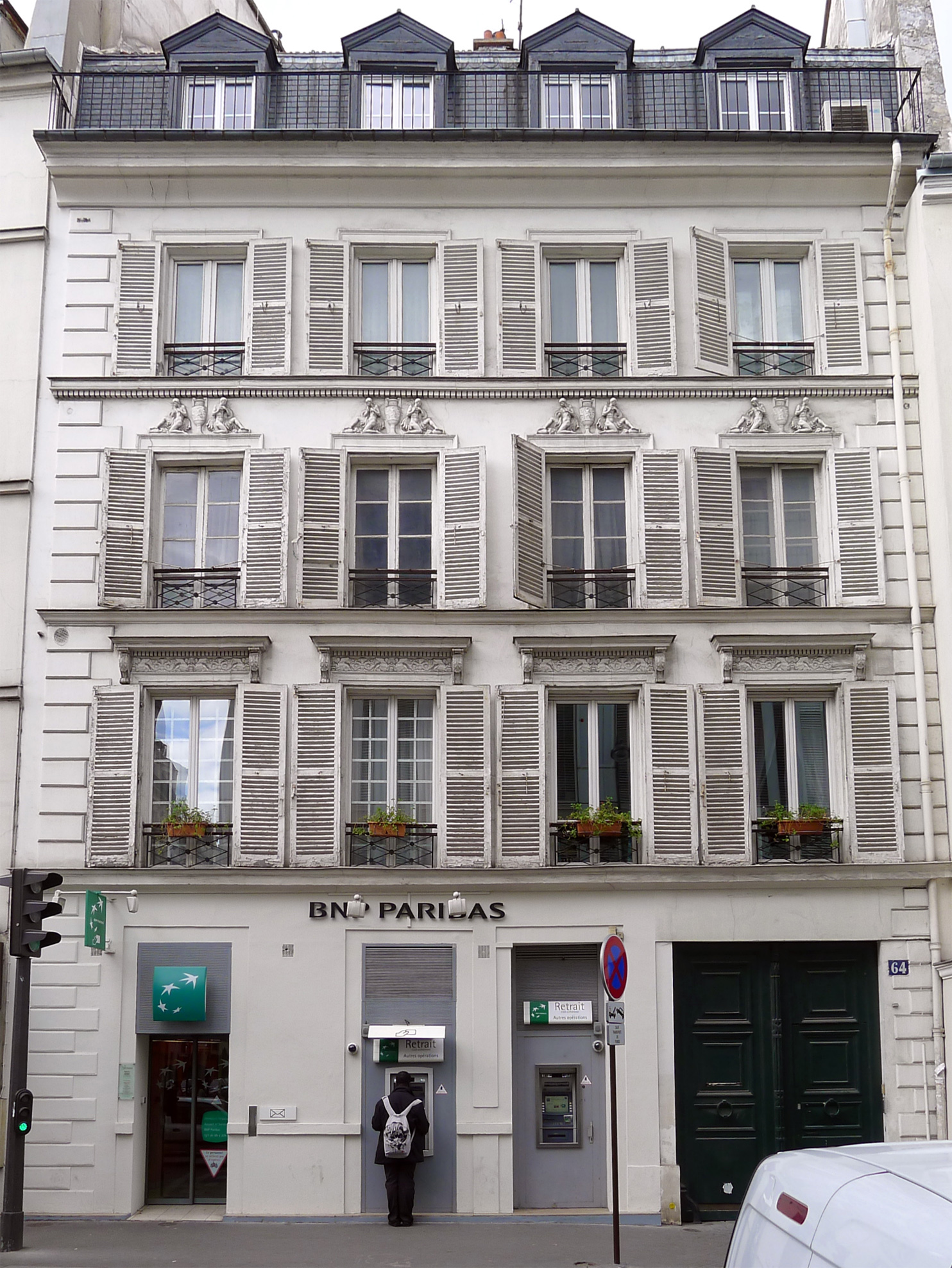
Vista generale.
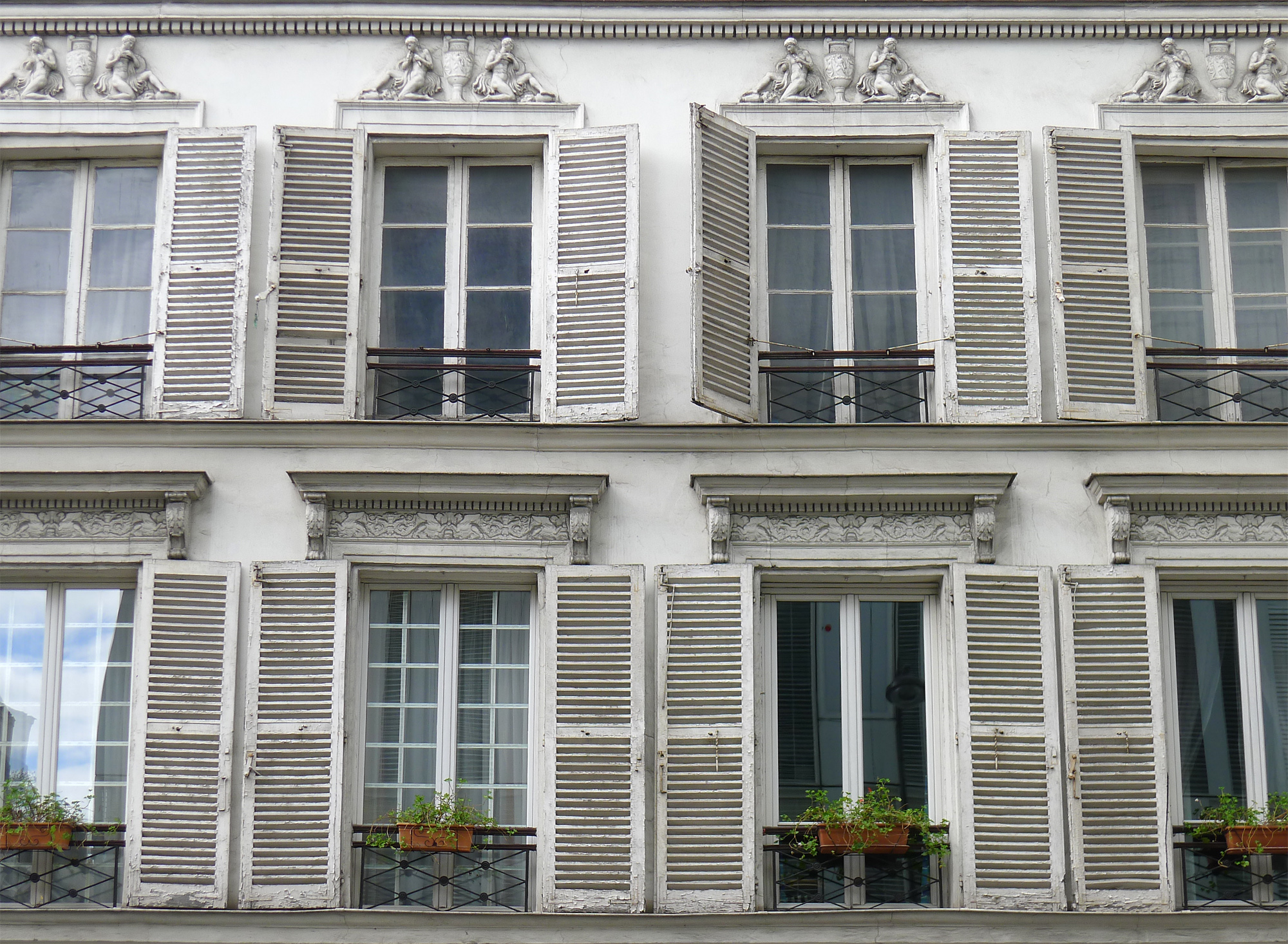
Dettagli.

- Edificio al numero 79: Aristide Maillol aveva lo studio in cui accolse il pittore Achille Laugé.
- Edificio al numero 84: sede dell'antico coonvento des Oiseaux.
- Edificio al numero 90: hôtel particulier occupato dalla congregazione delle Filles de la Croix.
- Edificio ai numeri da 93 a 97 (e da 88 a 92, rue du Cherche-Midi): cappella della casa madre della congrégation de la Mission (lazaristi) e campus parigino de l'université de Saint John (New York).

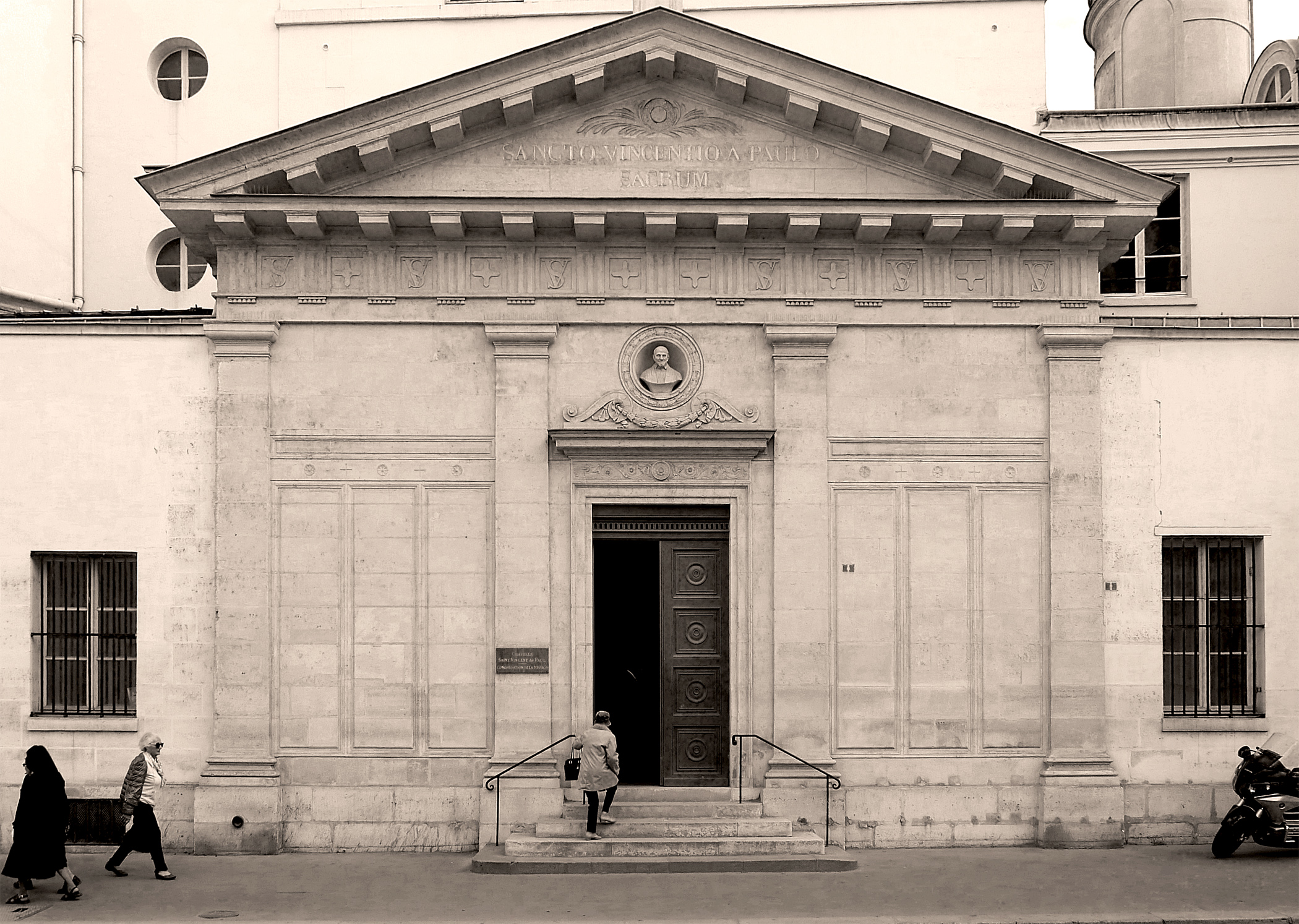
Cappella di Saint-Vincent-de-Paul.
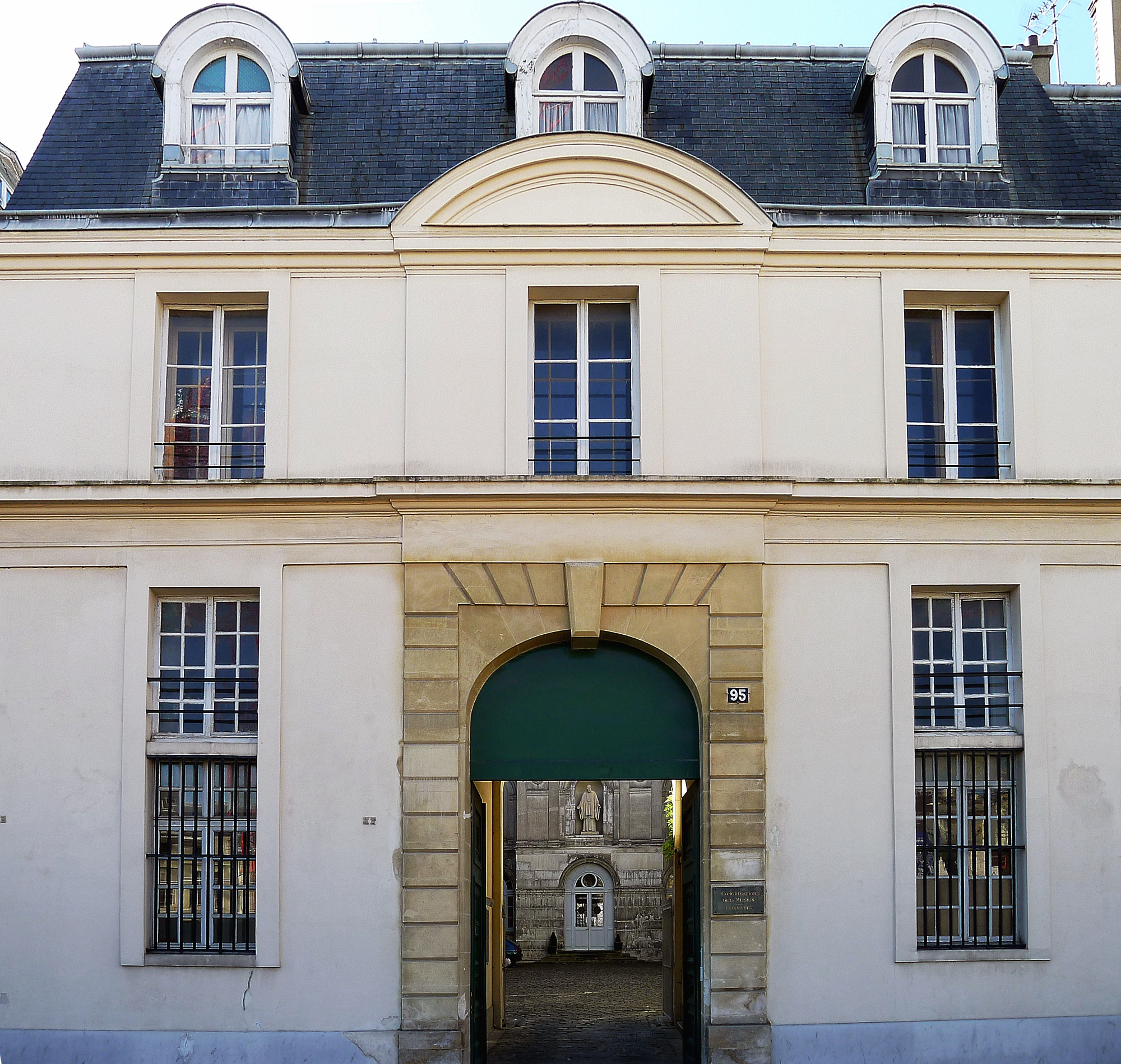
Edificio al numero 95.
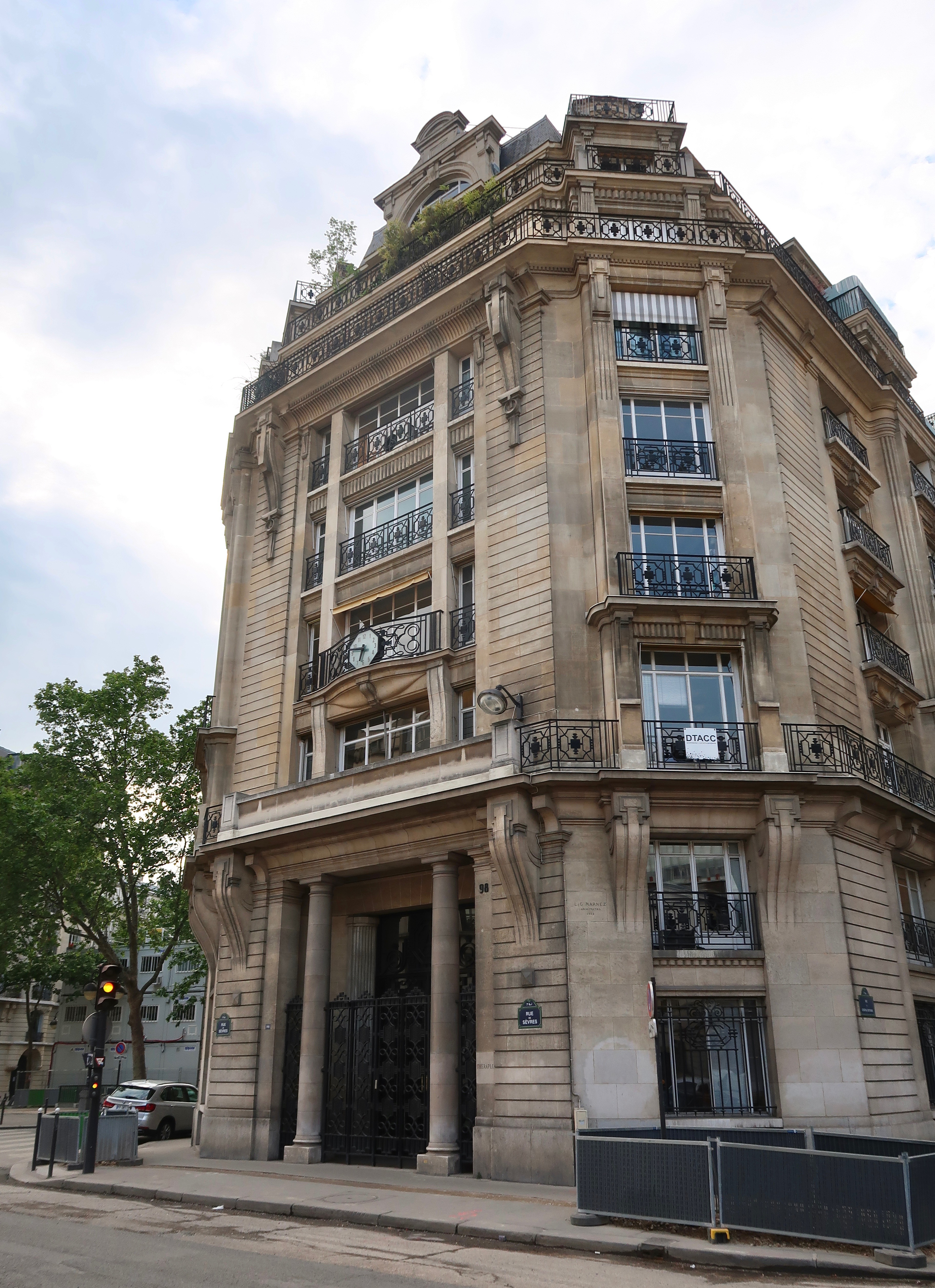
Edificio al numero 98.

- Edificio al numero 111: ad angolo con la rue Saint-Romain si trova l'hôtel de Choiseul-Praslin, sede della Banque Postale.

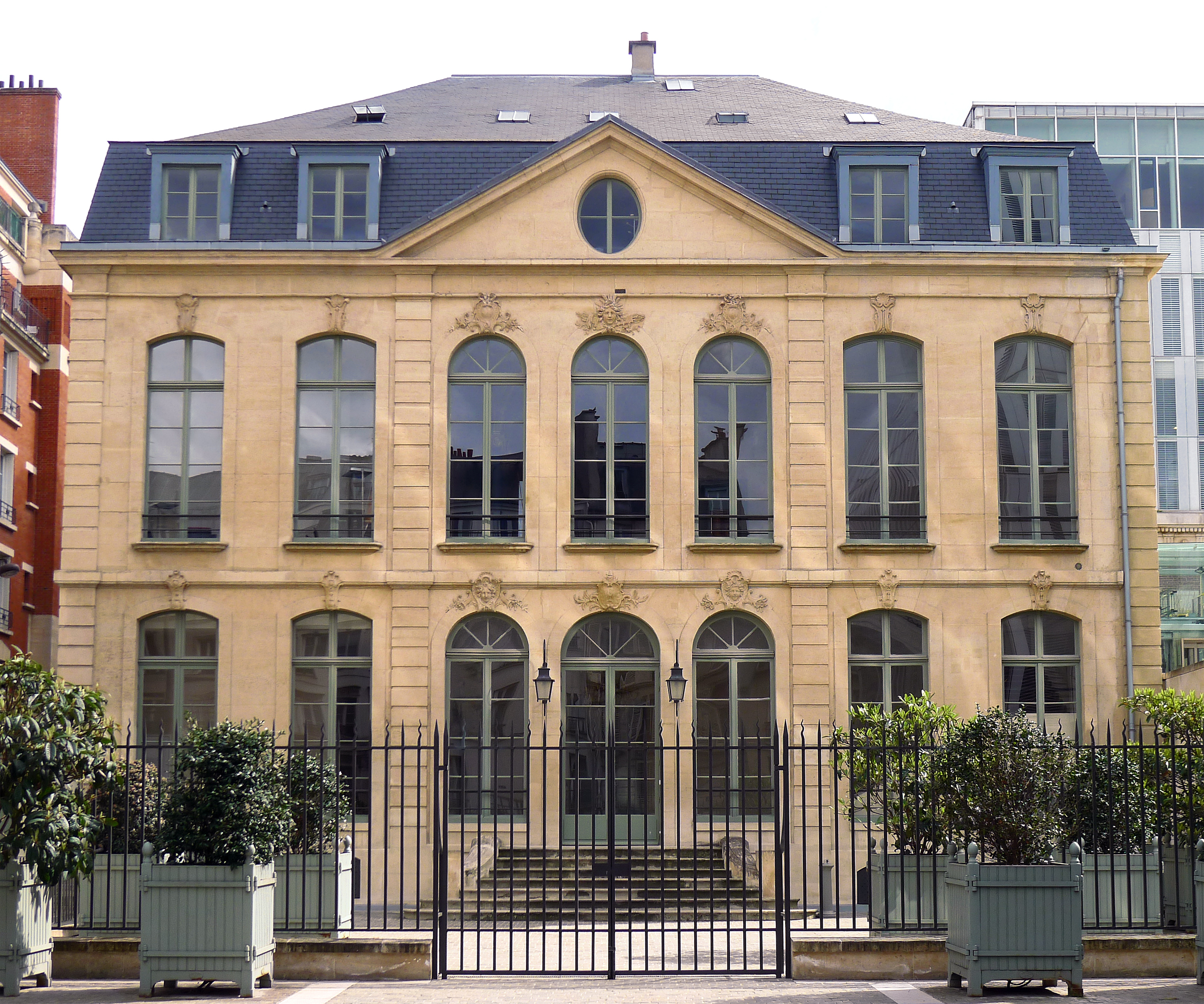
Edificio al numero 111, l'hôtel de Choiseul-Praslin.
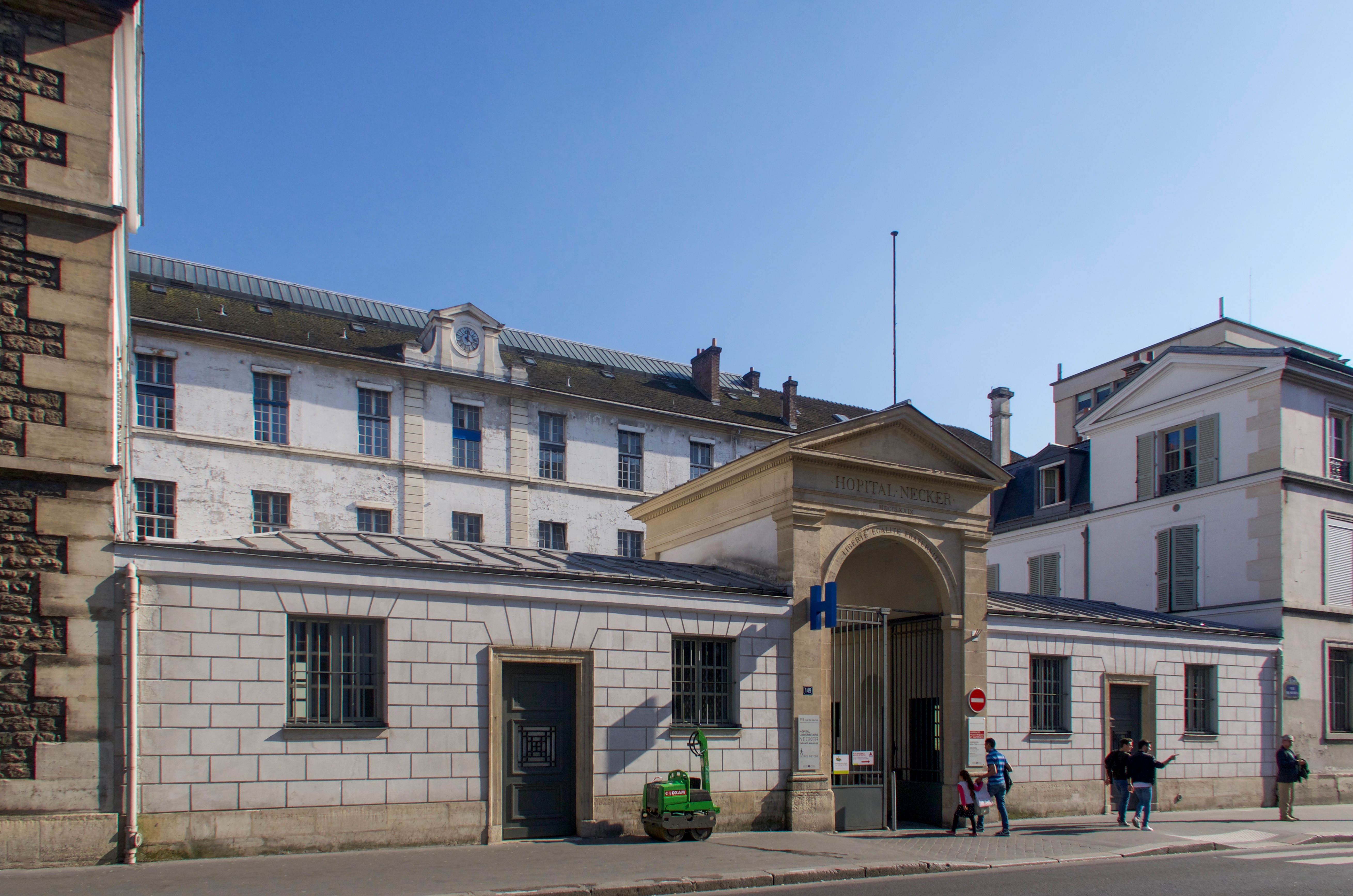
Edificio al numero 149, l'hôpital Necker-Enfants malades.

- Edificio al numero 125: posizione di un recinto[8] nel quale, dal 1730 al 1778, si tenevano combattimenti di animali. Nel 1778 questo circo fu trasferito nel quartier de l'Hôpital-Saint-Louis all'esterno della barrière de Pantin della cinta daziaria di Parigi, che prima di allora si chiamava barrière du Combat[9].
- Edificio al numero 137: tre padiglioni del XIX secolo classificati monuments historiques, siti nella corte e non visibili dalla strada; si tratta di proprietà privata non aperta al pubblico.
- Edificio al numero 141: nel 1867 prima abitazione parigina del pittore Guillaume Fouace[10].
- Edificio al numero 149 e 151: hôpital Necker-Enfants malades.